# Sena Pavetić
Sena Pavetić (Osijek, 12 gennaio 1986) è un'ex cestista croata.
Pivot di 198 cm, ha giocato nella massima serie italiana con Priolo.

## Carriera
Oltre ad avere giocato in tutte le Nazionali croate, ha disputato l'Eurocoppa con lo Zala Volán ZTE e l'Eurolega con il Bourges Basket.

## Statistiche

### Presenze e punti nei club
Statistiche aggiornate al 30 giugno 2010
| Stagione        | Squadra              | Competizione | Partite | Partite | Partite | Statistiche tiro | Statistiche tiro | Statistiche tiro | Altre statistiche | Altre statistiche | Altre statistiche | Altre statistiche | Altre statistiche |
| Stagione        | Squadra              | Competizione | Pres.   | Titol.  | Minuti  | Tiri da 2        | Tiri da 3        | Liberi           | Rimb.             | Assist            | Rubate            | Stopp.            | Punti             |
| --------------- | -------------------- | ------------ | ------- | ------- | ------- | ---------------- | ---------------- | ---------------- | ----------------- | ----------------- | ----------------- | ----------------- | ----------------- |
| 2009-2010       | Erg Power&Gas Priolo | Serie A1     | 19      | 0       | 205     | 28/62            | 0/1              | 15/21            | 54                | 1                 | 1                 | 0                 | 71                |
| Totale carriera |                      |              |         |         |         |                  |                  |                  |                   |                   |                   |                   |                   |